# Retrato de un hombre con una moneda romana

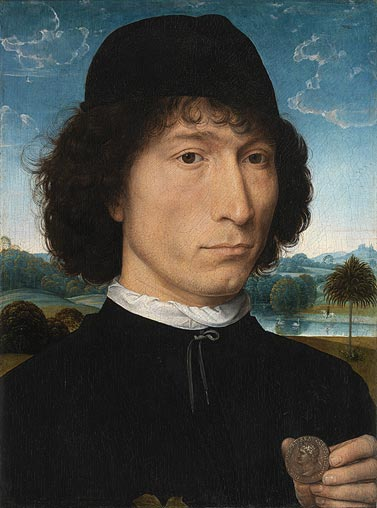
Retrato de hombre con una moneda romana.

El Retrato de un hombre con una moneda romana es una pintura del artista flamenco nacido alemán Hans Memling, datado hacia c. 1475-1480 y albergado en el Museo Real de Bellas artes, en Amberes, Bélgica.

## Descripción
La pintura retrata un hombre de tres cuartos, con una atención en los detalles propia de la pintura flamenca temprana. El hombre mira al espectador con expresión abstraída, viste un jubón negro y un bonete del mismo color. En la mano izquierda, muestra una moneda romana del emperador Nerón, indicio de su atención al Humanismo e interés en el coleccionismo de monedas antiguas existente entre estos eruditos. Con la derecha, debe sujetar una rama de laurel, cuyas hojas apenas asoman en el borde inferior. Detrás se ve un paisaje iluminado por el inicio del ocaso con un lago, cisnes, un jinete y una exótica palmera a su orilla: Memling fue uno de los primeros pintores en utilizar paisajes naturales para fondos de retratos (en lugar del tradicional negro), influyendo en artistas del Renacimiento como Sandro Botticelli y Pietro Perugino. 
La identidad del retratado fue desconocida durante mucho tiempo, suponiéndose que pudiera ser uno de los numerosos italianos que vivían en la época en Amberes o Brujas, entonces importantes centros del comercio internacional, que a menudo encargaban obras de arte a pintores locales. Ha sido identificado como Bernardo Bembo, o con el artista florentino Niccolò di Forzore Spinelli, un reconocido medallista que murió en Lyon, donde la pintura apareció a principios del siglo XIX. O podría ser Giovanni di Candida, un napolitano de origen noble medallista aficionado. La hipótesis de Bernardo Bembo es la más plausible, era un humanista y político veneciano que estuvo en Brujas en misión diplomática de 1473 a 1474. Su emblema personal incluía un laurel y una palmera, árboles presentes en la obra, y era un ferviente numismático. Fue el padre de Pietro Bembo, uno de los principales humanistas y poetas italianos de principios del siglo XVI.